# Chakra (рушій JavaScript)
Chakra — рушій JavaScript, розроблений Microsoft для власного вебпереглядача Microsoft Edge і низки інших продуктів компанії. Рушій є форком JScript рушія, що використовує Internet Explorer. Подібно до рушія виводу Edge і на відміну попередніх версій у Internet Explorer оголошеним наміром стала відповідність концепції "живий Веб".
5 грудня 2015 розробник оголосив, що ключові компоненти Chakra будуть відкриті як ChakraCore, у січні 2016 початковий код був опублікований на GitHub.

## Огляд
Chakra відповідає стандартові ECMAScript 5.1 з частковою підтримкою ECMAScript 6.
Рушій Chakra використовується в браузері Edge, СУБД Azure DocumentDB, продуктах Windows 10 IoT Core, Cortana і Outlook.com. Управління рушієм може здійснюватися через спеціальний API, який дозволяє вбудовувати його в сторонні застосунки. Наприклад, компанія Microsoft підготувала порт платформи Node.js, в якій рушій V8 замінений на Chakra, а також розвиває засоби для використання як JavaScript-рушія для NoSQL СУБД і ігрових застосунків.
За продуктивністю і функціональністю рушій відповідає можливостям браузера Windows 10, але ChakraCore поставляється без програмних інтерфейсів, специфічних для Windows, таких як діагностичний COM API і прошарок для інтеграції з браузером Edge і Universal Windows Platform. Замість цих API в ChakraCore представлені нові універсальні API.

### Відкриття коду ChakraCore
У січні 2016 компанія Microsoft опублікувала початкові тексти багатонитевого JavaScript-рушія ChakraCore, відкриття якого було анонсовано в грудні. Код відкритий під ліцензією MIT і розміщений на GitHub. Реалізація включає в себе JIT-компілятор для JavaScript з підтримкою платформ x86, x86 64 та ARM, збирач сміття, JavaScript Runtime (JSRT, для вбудовування рушія в застосунки), інтерпретатор і парсер з підтримкою стандарту ECMAScript 2015 і розширень WebAssembly, Asm.js, Async і SIMD.js.

## Виноски
1. ↑  Release 1.11.24 — 2020.
2. ↑  Targeting Edge vs. Legacy Engines in JsRT APIs. Архів оригіналу за 25 березня 2016. Процитовано 10 вересня 2015.
3. 1 2  https://blogs.windows.com/msedgedev/2016/01/13/chakracore-now-open/. Архів оригіналу за 30 січня 2016. Процитовано 10 квітня 2016. {{cite web}}: Зовнішнє посилання в |title= (довідка)
4. ↑  Microsoft Edge Platform Status. Microsoft.com. Процитовано 10 вересня 2015.[недоступне посилання з червня 2019]